# Cerkiew św. Sergiusza z Radoneża w Yimianpo
Cerkiew św. Sergiusza z Radoneża – drewniana cerkiew prawosławna w Yimianpo. 
Zamknięta, a następnie zniszczona w 1958. 